# GameSpot
GameSpot – amerykańska strona internetowa o grach komputerowych, która dostarcza wiadomości, recenzji, zapowiedzi, materiałów do pobrania i innych informacji. Strona została założona w maju 1996 przez Pete'a Deemera, Vince'a Broady'ego i Jona Epsteina. Została zakupiona przez ZDNet, przedsiębiorstwo, które zostało później przejęte przez CNET Networks. CBS Interactive, które zakupiło CNET Networks w 2008, jest obecnym właścicielem GameSpotu. GameSpot.com jest obecnie według Alexy jedną z 300 najczęściej przeglądanych stron internetowych.
Oprócz informacji dostarczanych przez sztab GameSpotu, strona pozwala zarejestrowanym użytkownikom na publikowanie własnych recenzji, blogów i wpisów na forach dyskusyjnych. Fora są współdzielone z tymi na GameFAQs, inną stroną posiadaną przez CNET.
W 2004 portal GameSpot wygrał nagrodę publiczności dla najlepszej strony okołogrowej, przyznaną przez Spike TV podczas rozdania nagród Video Game Award Show, a w 2005, 2006, 2007 i 2009 zdobyła nagrody publiczności Webby Awards w kategorii mediów o tematyce gier wideo. Jej głównymi konkurentami są portale IGN, 1UP.com i GameSpy. W grudniu 2010 stronę odwiedziło według Compete.com 7.5 miliona użytkowników.
Główna strona GameSpotu linkuje do ostatnich wiadomości, recenzji, zapowiedzi i portali dla poszczególnych istniejących platform: Wii, Nintendo DS, PC, Xboksa 360, PlayStation Portable, PlayStation 2 i PlayStation 3. Ponadto posiada listę najbardziej popularnych gier na stronie i wyszukiwarkę, która pozwala na odnalezienie przedmiotu zainteresowania. We wrześniu 2009 witryna GameSpot uruchomiła też katalogowanie gier przenośnych na telefony komórkowe, iPhone'y i system Android. GameSpot zawiera też informacje o grach na starsze platformy: Nintendo 64, GameCube, Game Boy Color, Game Boy Advance, Xboksa, PlayStation, Segę Saturn, Dreamcasta, Neo Geo Pocket Color i N-Gage'a.